# Centralna linia kolejowa (Tanzania)
Centralna linia kolejowa – tanzańska linia kolejowa o rozstawie metrowym łącząca położony nad oceanem port Dar es Salaam z leżącym nad jeziorem Tanganika miastem Kigoma. Linia posiada cztery odgałęzienia, z których najważniejsze prowadzi do położonej nad Jeziorem Wiktorii Mwanzy.

Sieć kolejowa w Tanzanii

## Historia

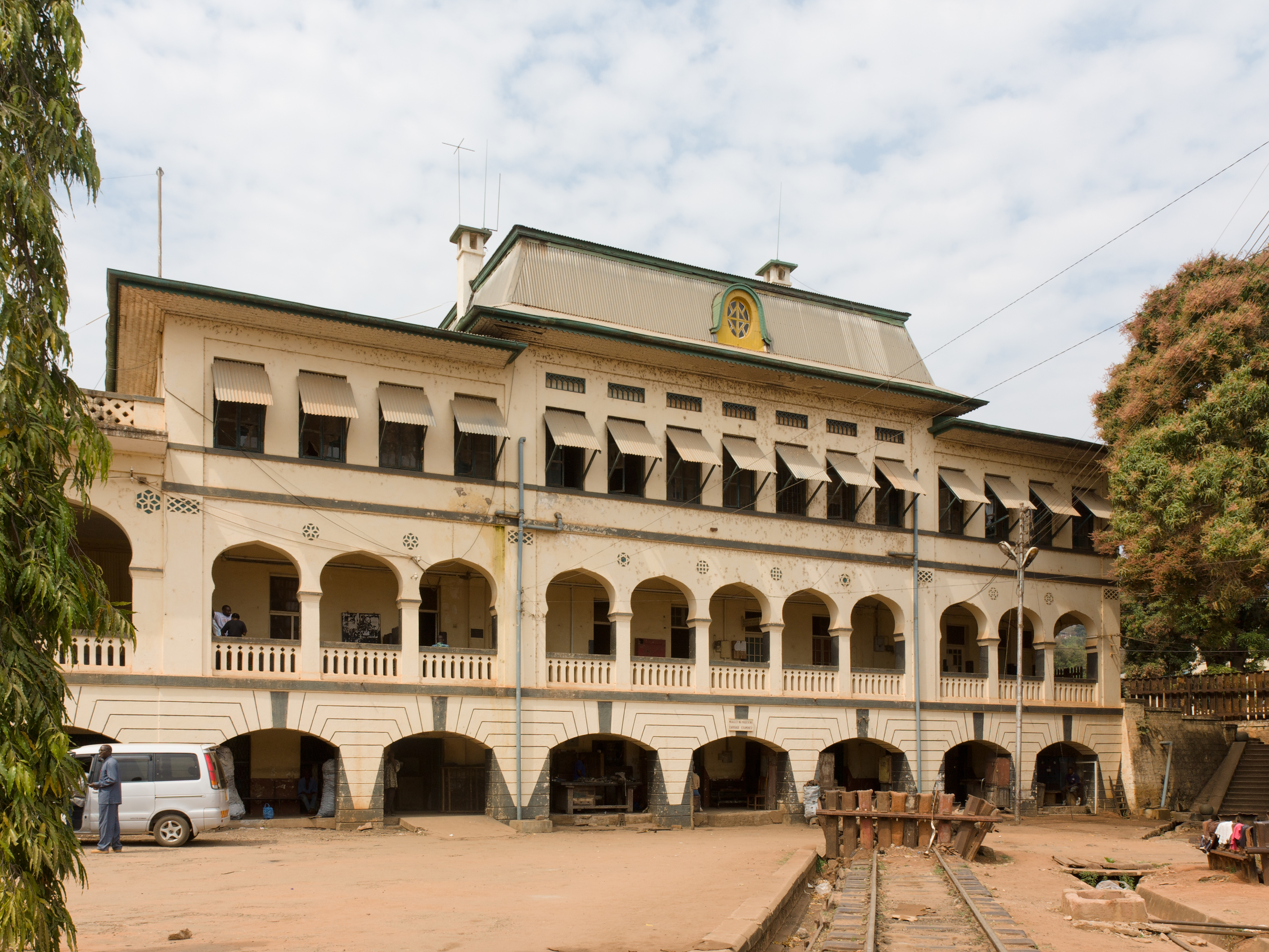
Stacja kolejowa w Kigomie

Budowa linii centralnej rozpoczęła się w roku 1905. W okresie tym Tanzania wraz z Rwandą i Burundi wchodziły w skład Niemieckiej Afryki Wschodniej. Władze kolonialne chciały zaktywizować rozwój gospodarczy kraju poprzez połączenie portu oceanicznego Dar es Salaam z miastem Kigoma, portem śródlądowego leżącego nad jeziorem Tanganika. W kolejnym kroku planowane było przedłużenie linii nad jezioro Malawi, ale plany te pokrzyżowała I wojna światowa.
| Trasa                  | Lata budowy    | Długość | Uwagi                                                         |
| ---------------------- | -------------- | ------- | ------------------------------------------------------------- |
| Dar es Salaam – Kigoma | 1905-1914      | 1254 km | połączenie z siecią Konga (DRC) promem kolejowym (nieużywane) |
| Tabora – Mwanza        | ukończona 1926 | 379 km  | połączenie z kolejami ugandyjskimi promem kolejowym           |
| Kilosa – Kidatu        | przed 1964     | 108 km  | połączenie z linią Tazara                                     |
| Kaliua – Mpanda        | ukończona 1949 | 210 km  |                                                               |
| Ruvu – Mruazi          | ukończona 1963 | 221 km  | połączenie z siecią północną Arusha-Tanga                     |

## Połączenia pasażerskie

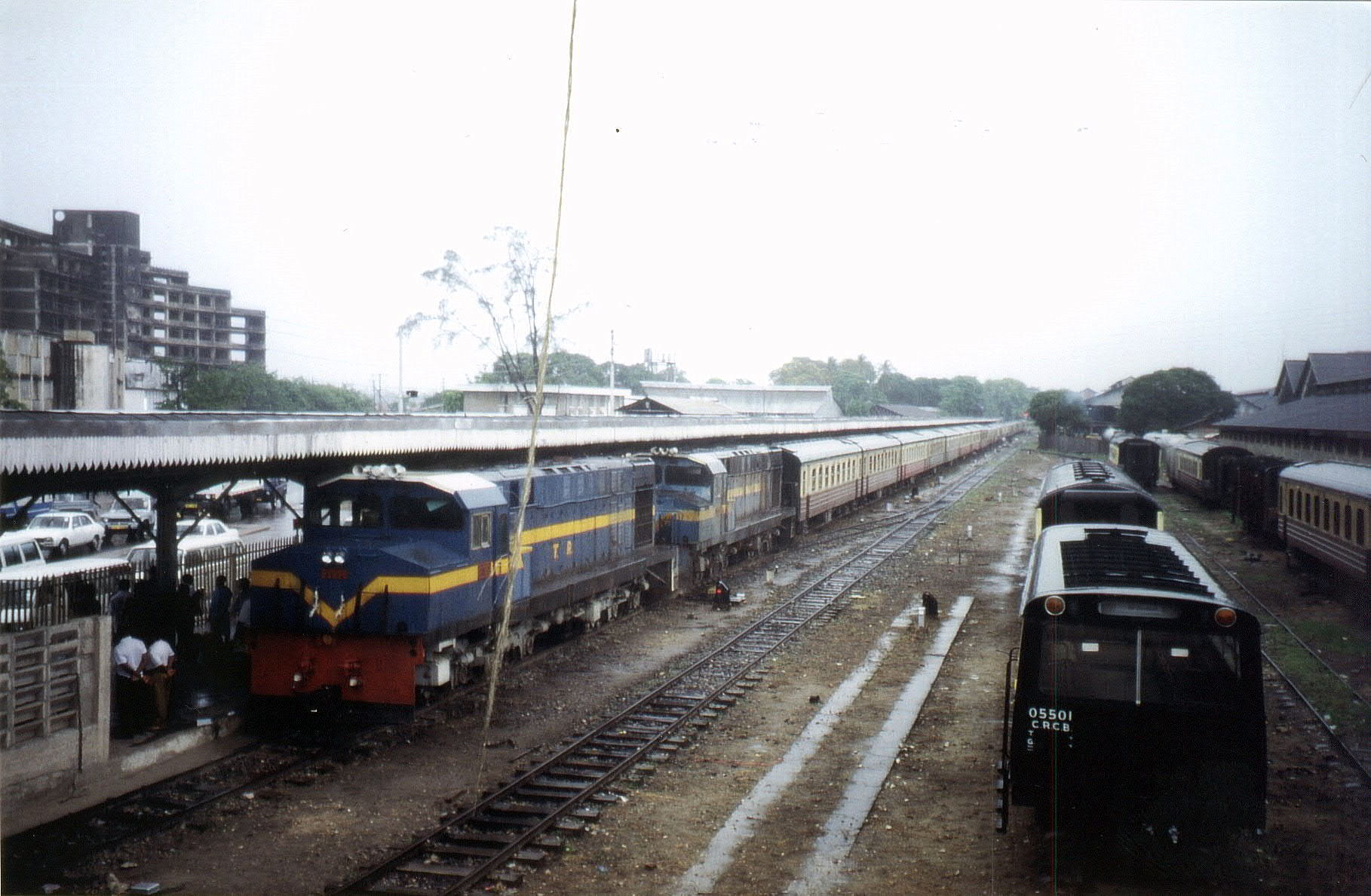
Stacja kolejowa w Dar es Salaam

Stan na rok 2011
- Dar es Salaam – Kigoma
- Dar es Salaam – Mwanza
- Dar es Salaam – Mpanda
- Dar es Salaam – Siginda[3]

## Mapy
- Mapa ONZ
- Interaktywna mapa kolei w Tanzanii